# Церква святого архістратига Михаїла (Ценів)
Церква святого архістратига Михаїла в Ценові — парафія і храм греко-католицької громади Козівського деканату Тернопільсько-Зборівської архієпархії Української греко-католицької церкви в селі Ценів Тернопільського району Тернопільської области.
Дерев'яна церква оголошена пам'яткою архітектури місцевого значення.

## Історія церкви
У 1990 році парох отець Євстахій Комарницький разом із парафіянами освятив наріжний камінь під будівництво нового храму. Будівельні роботи тривали сім років, і у 1997 році, з благословення владики Михаїла Колтуна, храм освятив протоієрей Роман Біль.
Архітектором храму був інженер Роман Пришляк. Над іконостасом працювали Василь Вихрущ, Іван Ухман, Василь Купчак та Микола Конопельський.
До 1946 року парафія належала до Греко-Католицької Церкви. З 1946 року вона перебувала в підпорядкуванні Російської Православної Церкви, а у 1990 році знову повернулася до Української Греко-Католицької Церкви.
Село Ценів відоме з 1437 року. Стара дерев’яна церква, збудована ще в XVII столітті, збереглася донині, а кам’яну дзвіницю звели в середині XIX століття. У 1897 році парафію відвідав Галицький митрополит кардинал Сильвестр Сембратович, якого зустрічав парох отець Іван Мойсович із сусідніми священниками.
Після освячення нового храму у 1997 році парафію також відвідав владика Михаїл Колтун. Парафія має відпустовий празник 7 серпня (Успіння святої Анни) та храмовий празник 21 листопада (святого архистратига Михаїла).
При церкві діють Марійська та Вівтарна дружини, спільнота «Матері в молитві» і церковний хор.
На території парафії розташовано 7 капличок, 11 хрестів та пам'ятник біля церкви.

## Парохи
- о. Кароль Войсович
- о. Венедикт Яремович,
- о. Сельвестр Давидович,
- о. Іван Мойсович,
- о. Григорій Кончевич,
- о. Іван Пасіка,
- о. Іван Ратич,
- о. Степан Комар,
- о. Михайло Сенів,
- о. Стефан Стець,
- о. Василь Семків,
- о. Євстахій Комарницький,
- о. Василь Ганішевський (з 1993).